# آرثر مانويل
آرثر مانويل هو ناشط كندي، ولد في 3 سبتمبر 1951، وتوفي في 11 يناير 2017 في كاملوبس في كندا.